# Bernárd itáliai király
Bernárd (Normandia, Vermandois, 797 – Lombardia, Milánó, 818. április 17.) itáliai király (810 – 818) volt, Pipin itáliai király törvénytelen fia, I. (Nagy) Károly frank császár unokája. Amikor Jámbor Lajos császár őt saját fia, Bernárd unokatestvére, I. Lothár hűbéresévé akarta tenni, akkor összeesküvést szőtt. Amikor ezt felfedték, megvakították, amibe belehalt.